# Balada pentru Cable Hogue
Balada pentru Cable Hogue (titlul original: în engleză The Ballad of Cable Hogue) este un film western american, realizat în 1970 de regizorul Sam Peckinpah, protagoniști fiind actorii Jason Robards, Stella Stevens, David Warner și Strother Martin. 

## Rezumat
Undeva în Arizona, prin vara anului 1905, căutătorul de aur Cable Hogue este jefuit de cei doi însoțitori ai săi și lăsat în deșert fără un strop de apă și fără cal. După zile chinuitoare de rătăcire, dă în sfârșit peste o sursă de apă. După ce a descoperit că fântâna aceasta este singura sursă de apă între două orașe de pe traseul diligenței, decide să se stabilească acolo și să își deschidă o afacere, stația de transport „Cable Springs”. Curând, afacerea a devenit prosperă. De fapt, el așteaptă să vină foștii săi însoțitori care l-au trădat, pentru a se răzbuna pe ei. Se împrietenește cu dubiosul reverend Joshua Duncan Sloane, un predicator în propria sa religie, și începe o relație cu prostituata Hildy. La început însă, nu este dispus de dragul ei să renunțe la deșert și să se mute în oraș.
Când cei doi foști tovarăși ai săi apar întradevăr și vor să-l jefuiască din nou, el împușcă pe unul în autoapărare. Abătut, îl iartă pe celălalt cu gândul să părăsească deșertul. Când Hildy, care de atunci s-a mutat la San Francisco și s-a îmbogățit acolo devenind văduvă, se întoarce să-l ia cu ea pe Cable Hogue, un accident nefericit cu mașina ei, îl ucide pe acesta.

## Distribuție
- Jason Robards – Cable Hogue
- Stella Stevens – Hildy
- David Warner – Joshua
- Strother Martin – Bowen
- Slim Pickens – Ben Fairchild
- L. Q. Jones – Taggart
- Peter Whitney – Cushing
- R. G. Armstrong – Quittner
- Gene Evans – Clete
- William Mims – Jensen
- Kathleen Freeman – Mrs Jensen
- Susan O'Connell – Claudia
- Vaughn Taylor – Powell
- Max Evans – Webb Seely
- James Anderson – predicatorul
- Felix Nelson – William
- Darwin Lamb – străinul
- Mary Munday – Dot
- William D. Faralla – Lucius
- Matthew Peckinpah – Matthew
- Easy Pickens – Easy

## Coloana sonoră
Coloana sonoră originală a lui Jerry Goldsmith a fost lansată în 2002 de Varèse Sarabande, într-o ediție limitată de 3000 de exemplare. Pe lângă câteva piese instrumentale, include câteva piese compuse și interpretate de Richard Gillis și una (Butterfly Mornin) cântată de Jason Robards și Stella Stevens.
Titluri
1. Tomorrow Is the Song I Sing (Main Title) – 04:01 (Goldsmith, Gillis)
2. The Water Hole – 01:16 (Goldsmith)
3. New Lodgings – 00:49 (Goldsmith)
4. The Preacher – 00:47 (Gillis)
5. Hasty Exit – 03:05 (Goldsmith)
6. Wait for Me, Sunrise – 01:09 (Gillis)
7. A Soothing Hand – 02:34 (Goldsmith)
8. A Death In the Family – 00:51 (Goldsmith)
9. The Rattlesnakes – 02:18 (Goldsmith)
10. The Flag – 01:22 (Goldsmith)
11. The Guest – 02:59 (Goldsmith)
12. Butterfly Mornin's – 02:32 (Gillis)
13. Three Hours Early – 00:41 (Goldsmith)
14. Hogue and Hildy – 00:47 (Gillis)
15. Hildy Leaves – 02:08 (Goldsmith)
16. Waiting – 01:36 (Goldsmith, Gillis)
17. Hildy Returns – 01:04 (Gillis)
18. The Eulogy – 01:41 (Goldsmith)
19. Wait for Me, Sunrise (End Title) – 02:10 (Gillis)
20. Tomorrow Is the Song I Sing (Alternate End Title) – 01:54 (Goldsmith, Gillis)

## Premii
- 1972 – Cinema Writers Circle Awards, Spania

Premiul CEC pentru cel mai bun film străin